# Педро Паулет
Педро Елеодоро Паулет Мостахо (2 липня 1874 - 30 січня 1945) — перуанський ерудит, архітектор, дипломат, інженер і журналіст, який, як вважається, першим створив рідинний ракетний двигун і сучасну ракетну рушійну установку  . Його експерименти та спадщина вплинули на перших науковців НАСА, надаючи натхнення на шляху до космічної ери.

## Раннє життя
Паулет народився в родині Педро Паулета та Антоніни Мостахо-і-Кірос в місті Арекіпа, Перу, 2 липня 1874 року. Він завжди був активним учнем, цікавився мистецтвом і науками. З дитинства виявляв великий інтерес до польотів у космос . Будучи дитиною в районі Тіабая, він збирав невикористаний порох зі святкових заходів і використовував його для запуску мініатюрних ракет.
У 1885 році він осиротів і після періоду бідності був прийнятий французьким священиком Іпполітом Дюамелем, де навчався разом з іншими перуанськими інтелектуалами. Після того, як Дюамель подарував Паулету французький роман 1865 року «Із Землі на Місяць», натхненний Паулет в юності запускав саморобні ракети з живими тваринами всередині, спостерігаючи за тим, як впливають на них ракетні подорожі. У дитинстві він також часто грався з феєрверками, що ще більше посилювало його інтерес до ракет .

## Освіта
Будучи вихідцем зі скромної сім'ї, його шанси вступити до університету були невисокими, хоча після складання іспитів семи професорів і ректора Національного університету Святого Августина в 1890 році він був зарахований до університету. У віці 18 років Паулет отримав стипендію Інституту прикладної хімії при Паризькому університеті, одночасно відвідуючи Школу витончених мистецтв Парижа для вивчення архітектури.

## Кар'єра

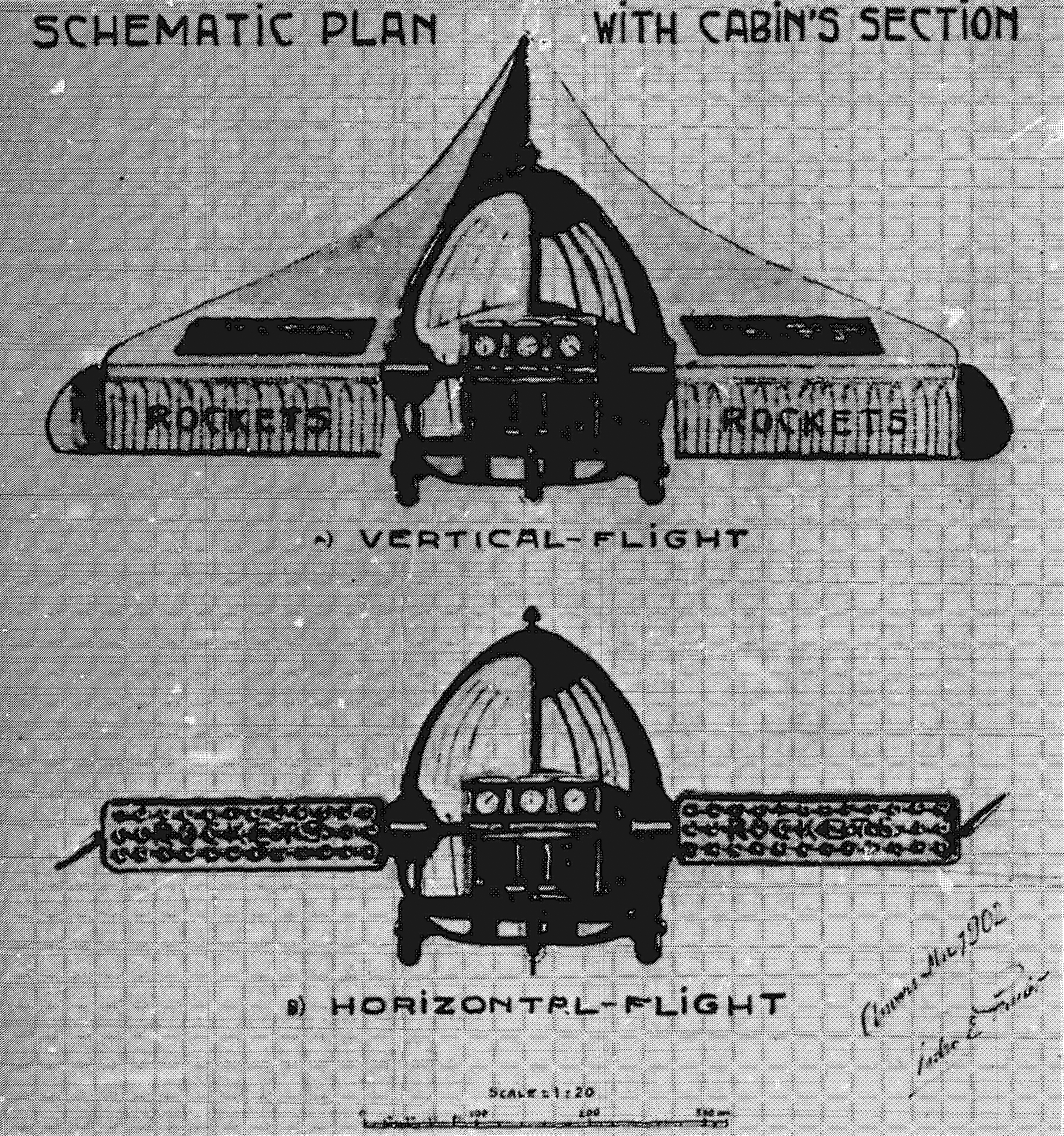
Як повідомляється, торпедна система «Авіон», концепція якої була розроблена в 1902 році, являла собою літак з ракетним двигуном, що мав авіаційний тент, закріплений на дельтоподібному крилі на шарнірі для горизонтального або вертикального польоту.

У 1902 році Полет розробив «ракетний двигун» на рідкому паливі для літака «Авіон Торпеда», причому ця пропозиція повністю контрастувала з інтелектуальним інтересом до порохових ракет того часу. Він витратить десятиліття на пошук коштів для реалізації проекту, хоча в кінцевому підсумку так і не знайде спонсорів.

## Спадщина
Авіаційна торпеда Паулета була зображена в Google Doodle на честь дня народження Педро Паулета у 2011 році . У Перу Національна комісія з аерокосмічних досліджень і розробок запустила серію ракет, що носять ім'я Паулета . 
Починаючи з 2016 року, він був помітно зображений на банкноті в 100 перуанських солей. 
У Музеї аеронавтики ВПС Перу в Лімі також є експозиція "Зала Педро Паулета", де виставлені оригінальні ескізи та масштабні моделі винаходів, на які претендує Паулет.